# آپیگترین
آپیگترین (به انگلیسی: Apigetrin) با فرمول شیمیایی C۲۱H۲۰O۱۰ یک ترکیب شیمیایی است. که جرم مولی آن ۴۳۲٫۳۷۷۵ g/mol می‌باشد. 